# NGC 3732
NGC 3732 (również PGC 35734) – galaktyka spiralna z poprzeczką (SB0-a), znajdująca się w gwiazdozbiorze Pucharu. Odkrył ją William Herschel 4 marca 1786 roku.